# Vladímir Kàvinov
Vladímir Ivànovitx Kàvinov, més conegut com a Vladímir Kàvinov (rus: Владимир Иванович Кавинов)  (Kovrov, 25 de gener de 1949) és un expilot de motocròs rus. Durant la dècada del 1970, com a pilot oficial de KTM, va ser un dels màxims aspirants al títol de Campió del Món de motocròs en 250cc i, malgrat no haver-lo guanyat mai, en fou Subcampió un any (1977). També formà part de l'equip soviètic guanyador del Motocross des Nations de 1978 i del Trophée des Nations de 1979.
Com molts altres esportistes russos de l'època, Kàvinov era militar a l'Exèrcit Soviètic, havent-hi assolit el grau de capità. També fou militar soviètic Guennadi Moisséiev, 3 vegades campió del món i company seu a KTM. Ambdós pilots foren gairebé imbatibles durant anys, gràcies al seu bon estat de forma física i a les tàctiques d'equip i disciplina adquirides a l'exèrcit.

## Biografia

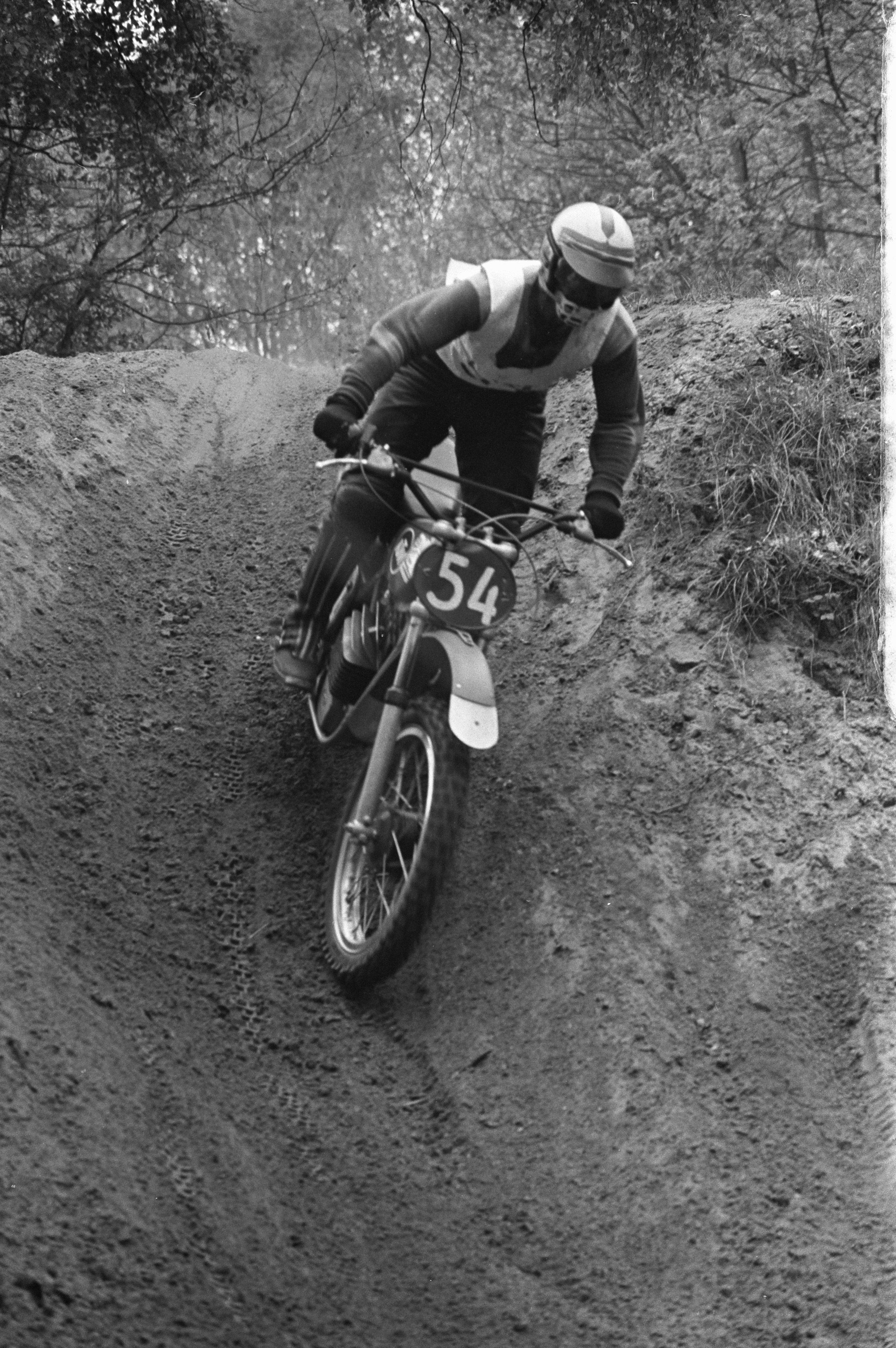
Kàvinov amb la KTM al GP dels Països Baixos de 1972

La seva infantesa transcorregué al seu poble natal, distant 270 quilòmetres de Moscou. El seu pare treballava a la fàbrica local de torner, essent valorat com un bon especialista, i la seva mare feia de mestra en una escola bressol, a la qual assistí Vladímir fins als 7 anys. A aquella edat començà els seus estudis a l'escola, que li anaren força bé fins al cinquè curs, en què els seus resultats començaren a davallar (els mestres deien que tenia bona memòria, però era un estudiant fluixet).
A tretze anys, el seu pare els comprà una bicicleta "Sunrise" a ell i a son germà (dos anys més gran). Tots dos s'hi divertien pujant-hi junts, fet que a la llarga li atorgaria a Vladímir unes habilitats sobre les dues rodes que li anaren molt bé després, a l'hora d'aprendre ràpidament la tècnica de pilotatge quan començà a practicar motocròs, cap allà el 1964. Des d'aleshores fins al 1968, s'anà entrenant, fent tota mena d'activitats esportives, començant a destacar pels seus resultats.
La temporada de 1968, a dinou anys, ja disputà quatre Grans Premis del Mundial de 250 cc amb la ČZ. El 1970 es traslladà a Kíev, Ucraïna, per a treballar en una planta de productes químics, incorporant-se al club esportiu "Dnièper" i passant una època complicada que durà fins al 1974, any en què inicià la seva carrera com a pilot professional formant part del Club esportiu de l'Exèrcit a Kíev (primer com a pilot i després com a entrenador, estant-s'hi fins al 1997). Foren els seus millors anys esportius, que coincidiren amb l'etapa en que l'equip soviètic feia servir les KTM austríaques.
La situació canvià a partir de 1980, quan la federació soviètica decidí, per raons polítiques, tornar a equipar els seus pilots amb les motocicletes del fabricant txecoslovac ČZ. D'ençà d'aleshores, la seva carrera començà a declinar, ja que les CZ eren lluny del seu moment dolç (esdevingut a finals de la dècada de 1960). Kàvinov seguí, però, competint al Mundial esporàdicament fins al 1985 (en què canvià de cilindrada, provant sort sense èxit als 125cc).

### Retirada
Un cop retirat de la competició, es dedicà a entrenar futurs corredors de motocròs. De 1997 al 2000 ho feu al club "Sona" d'Irpin (Província de Kíev), canviant després al club "Líder" de Kíev i a d'altres. Actualment, Kàvinov dirigeix la seva pròpia escola de motocròs prop de Kíev, la Kavinov Motocross School, on imparteix ensenyances a diversos nivells, des de la simple conducció de vehicles de motor fins al pilotatge extrem en motocròs.

## Palmarès
Kàvinov obtingué nombrosos èxits al Campionat de l'URSS de motocròs:
- 17 medalles d'or
- 9 Medalles d'argent
- 3 Medalles de bronze
- 1 Medalla de la Joventut de la Unió Soviètica

### Palmarès internacional
| Any          | Motocicleta  | Mundial 250cc | Per equips | Per equips |
| Any          | Motocicleta  | Mundial 250cc | MXDN       | Trophée    |
| ------------ | ------------ | ------------- | ---------- | ---------- |
| 1968         | ČZ           | -             |            |            |
| 1969         | ČZ           | 9è            |            |            |
| 1970         | ČZ           | 10è           |            |            |
| 1971         | ČZ           | 8è            |            |            |
| 1972         | ČZ/KTM       | 12è           |            |            |
| 1973         | ČZ           | -             |            |            |
| 1974         | KTM          | -             |            |            |
| 1975         | KTM          | -             |            |            |
| 1976         | KTM          | 3r            |            |            |
| 1977         | KTM          | 2n            |            |            |
| 1978         | KTM          | 4t            | 1r         |            |
| 1979         | KTM          | 3r            |            | 1r         |
| 1980         | ČZ           | 17è           |            |            |
| 1981         | ČZ           | 36è           |            |            |
| 1982         | KTM          | 33è           |            |            |
| Total títols | Total títols | 0             | 1          | 1          |

Notes
1. ↑  La classificació consignada a MXDN i Trophée fa referència a la posició final obtinguda per l'equip estatal
2. ↑  Al total de títols s'hi compten tots els campionats internacionals guanyats, MXDN i Trophée inclosos